# Форель (гидрокостюм)

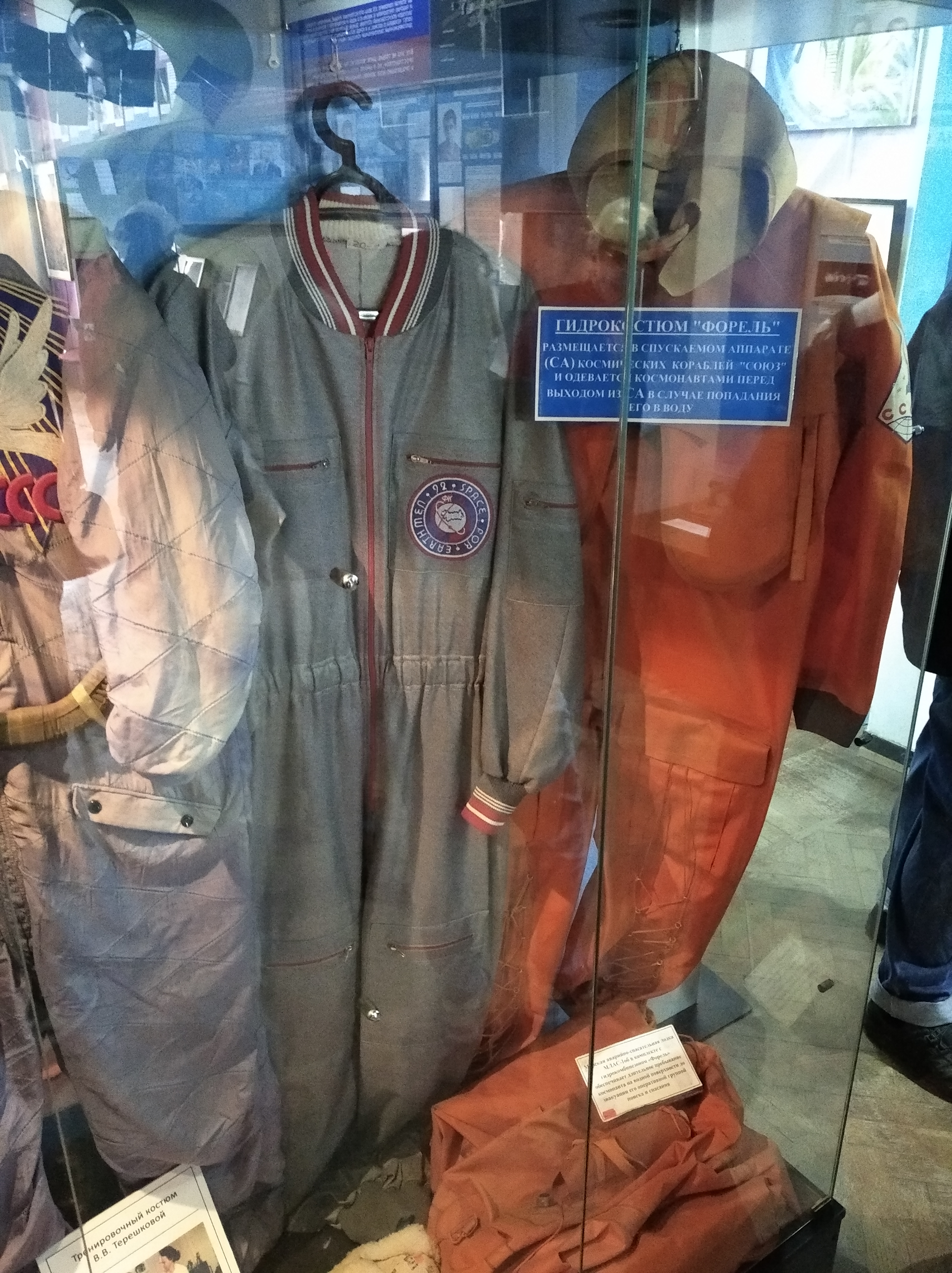
Гидрокостюм «Форель» (справа) и морская аварийно-спасательная лодка МЛАС-1об в музее

«Форель»  — гидрокомбинезон (гидрокостюм), индивидуальное спасательное средство, которое используется при аварийном приводнении или приземлении спускаемого аппарата космического корабля в необитаемом труднодоступном месте. Предназначен для удержания космонавта на воде и защиты от охлаждения, ветра, дождя и снега на земле. Входит в состав экипировки космонавтов.

## Описание конструкции

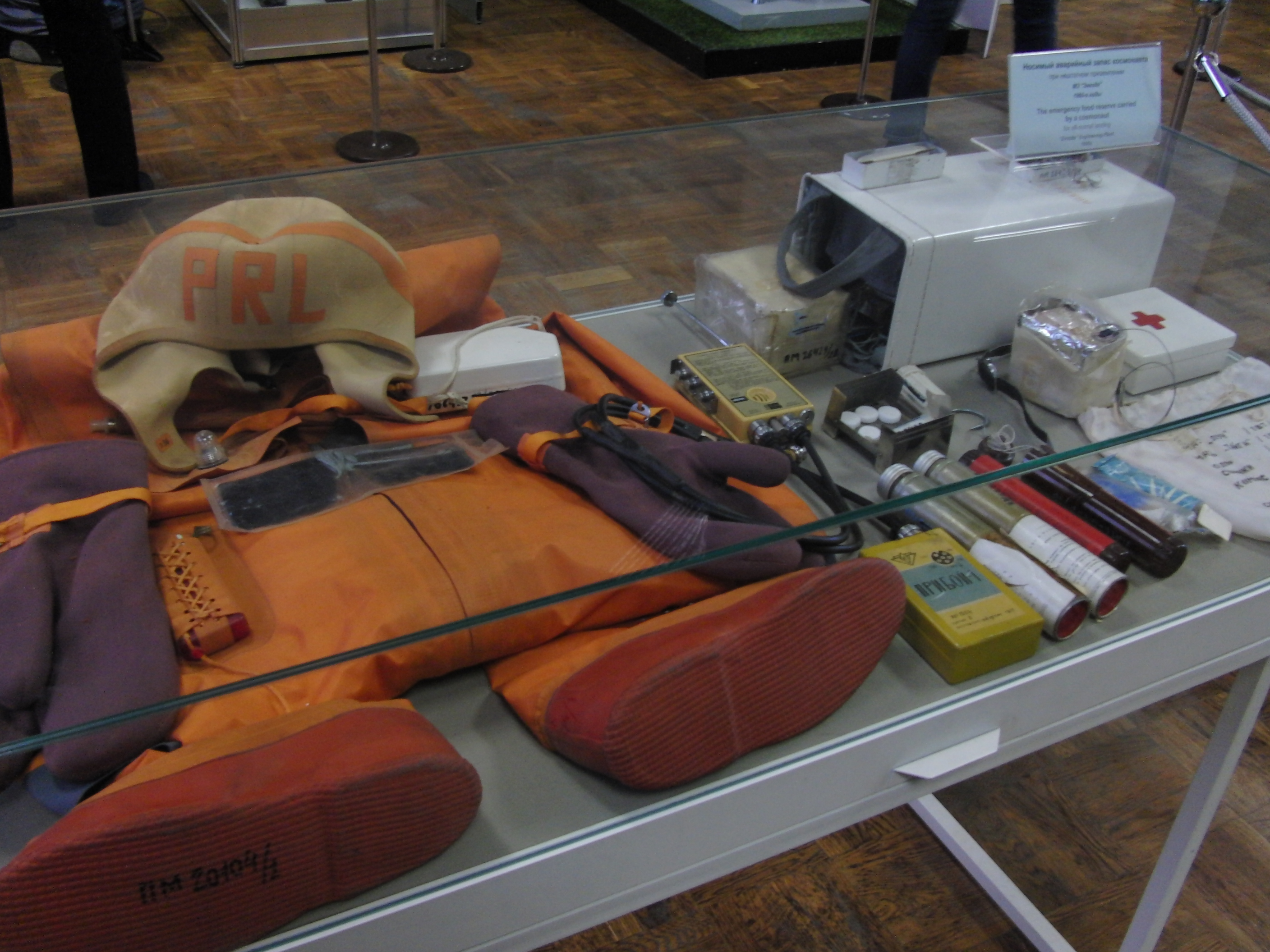
Гидрокостюм в музее

Гидрокомбинезон, за исключением перчаток, выполнен как единое целое. В комплект так же входит светосигнальное устройство.
Гидрокомбинезон одевается через аппендикс, вклеенный в передний распах. Аппендикс завязывается резиновым жгутом, после чего распах закрывается застежкой «молния». К горловине комбинезона прикреплен мягкий шлем, выполненный из упругой резины.
Шлем плотно облегает голову, защищая её от переохлаждения. Гидрокомбинезон снабжен плавательным воротом, который прикреплен к оболочке костюма, имеет светосигнальное устройство.
При погружении в воду происходит перепуск воздуха из гидрокомбинезона в плавательный ворот, после чего последний наполняется. Ворот может быть наполнен также вручную путем подтягивания шнуровки или поддувом ртом через мундштук клапана поддува.

#### Основные технические характеристики
масса гидрокомбинезона «Форель»: не более 2,95 кг
минимальный объем в сложенном и затянутом состоянии (без перчаток): 7,5 л
запас положительной плавучести с наполненным воротом: 40 кг

## Производство
Гидрокомбинезон «Форель» производится в Российской Федерации предприятием НПП «ЗВЕЗДА» им. академика Г. И. Северина. Костюмы шьются индивидуально каждому космонавту. Также называется «изделие „Форель“». Официальное название на английском англ. Waterproof Garment FOREL.

## В спускаемых аппаратах
Гидрокомбинезон размещался в спускаемом аппарате (СА) космических кораблей "Союз".  Вытащить бортинженеров из СА возможно только после отвязывания укладок с гидрокомбинезонами. В нештатных ситуациях при посадке Союз-18-1 и Союз-23 космонавты переодевались в «Форель».
После надевания костюма пульс и температура тела повышаются и организм может перегреваться. Во время тренировок приводнения имитируется трёхбалльная волна, а некоторые испытуемые даже теряют сознание. «Сухая» тренировка проводится на суше, но покидание СА отрабатывается в бассейне. «Длинная» тренировка проводится уже полностью на воде. При «короткой» тренировке на воде отрабатывается экстренный выход из СА без переодевания в сменный комплект одежды и «Форель». Экипаж по очереди в ограниченном пространстве надевает полетный  комбинезон ПК -14, теплозащитный костюм ТЗК-14 (также используется для зимних условий) и гидрокомбинезон «Форель». Перед выходом закрепляется плавательное средство (Нева-КВ) и карабином зацепляется носимый аварийный запас (НАЗ). В костюме возможно несколько дней пребывать на воде. «Форель» может использоваться в качестве подстилки для сна внутри временного наземного укрытия.
Планируется, что скафандр Сокол в оранжевой окраске заменит «Форель».  В корабле «Орёл» планируется новый костюм вместо «Форели».
Часто костюмы не используются и дарятся музеям. «Форель» выставляется во многих музеях и временных экспозициях. Так, например, в Саратовском областном музее краеведения хранятся гидрокомбинезоны Сарафанова и Шамитоффа.